# Девісс (округ, Кентуккі)
Шаблон:StateAbbr_ 37°44′ пн. ш. 87°05′ зх. д. / 37.73° пн. ш. 87.09° зх. д.
Округ Девісс (англ. Daviess County) — округ (графство) у штаті Кентуккі, США. Ідентифікатор округу 21059.

## Історія
Округ утворений 1815 року.

## Демографія
За даними перепису 
2000 року 
загальне населення округу становило 91545 осіб, зокрема міського населення було 67665, а сільського — 23880.
Серед мешканців округу чоловіків було 44021, а жінок — 47524. В окрузі було 36033 домогосподарства, 24828 родин, які мешкали в 38432 будинках.
Середній розмір родини становив 3.
Віковий розподіл населення поданий у таблиці:
| Стать    | До 15 років | 15-21 | 22-29 | 30-39 | 40-49 | 50-65 | 65-85 | Понад 85 |
| -------- | ----------- | ----- | ----- | ----- | ----- | ----- | ----- | -------- |
| Чоловіки | 9958        | 4776  | 4415  | 6247  | 6900  | 6870  | 4485  | 370      |
| Жінки    | 9386        | 4574  | 4526  | 6628  | 7104  | 7518  | 6637  | 1151     |

## Суміжні округи
- Спенсер, Індіана — північний схід
- Генкок — схід
- Огайо — південний схід
- Маклейн — південний захід
- Гендерсон — захід
- Воррік, Індіана — північний захід

## Виноски
1. ↑  U.S. Decennial Census. United States Census Bureau. Архів оригіналу за 26 квітня 2015. Процитовано 13 серпня 2014.
2. ↑  Historical Census Browser. University of Virginia Library. Архів оригіналу за 16 серпня 2012. Процитовано 13 серпня 2014.
3. ↑  Population of Counties by Decennial Census: 1900 to 1990. United States Census Bureau. Архів оригіналу за 13 жовтня 2014. Процитовано 13 серпня 2014.
4. ↑  Census 2000 PHC-T-4. Ranking Tables for Counties: 1990 and 2000 (PDF). United States Census Bureau. Архів оригіналу (PDF) за 18 грудня 2014. Процитовано 13 серпня 2014.
5. ↑  State & County QuickFacts. United States Census Bureau. Архів оригіналу за 7 червня 2011. Процитовано 6 березня 2014.(англ.) Наведено за англійською вікіпедією.
6. ↑  American FactFinder. Бюро перепису населення США. Архів оригіналу за 21 травня 2008. Процитовано 31 січня 2008.

| США | Це незавершена стаття з географії США. Ви можете допомогти проєкту, виправивши або дописавши її. |